# Plateau van Langres

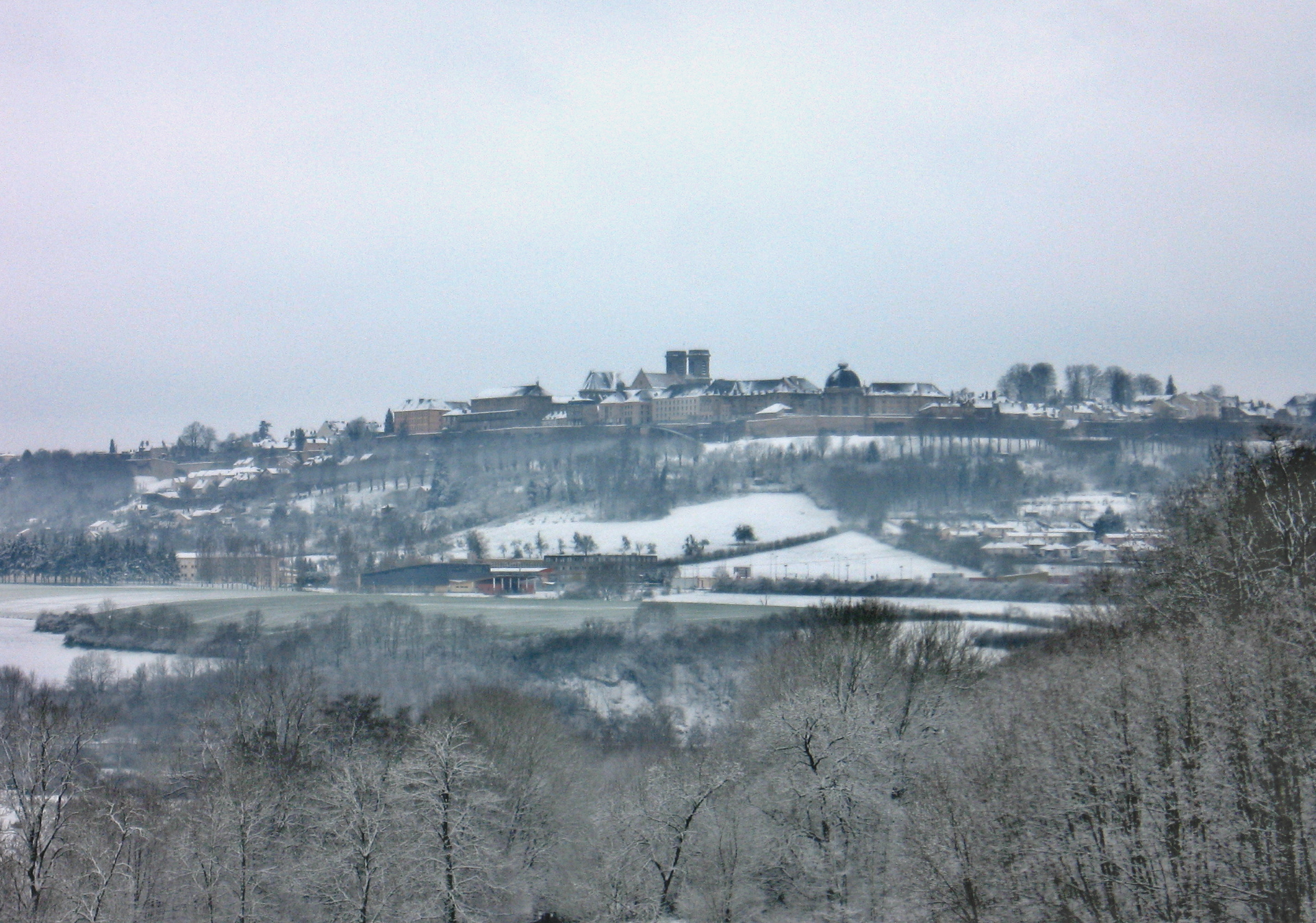
Het hooggelegen stadje Langres

Het plateau van Langres is een hoogvlakte in Frankrijk. Het is de bron van de Maas. Het ligt ten noorden van Dijon waar verschillende rivieren ontspringen. De centrale plaats in het gebied is het middeleeuwse vestingstadje Langres.
De volgende rivieren ontspringen in dit gebied: aan de westkant liggen de bronnen van de Seine en de Marne. Deze rivieren monden uit in het Kanaal bij Le Havre. Aan de zuidkant ligt de waterscheiding tussen de Noordzee en de Middellandse Zee: de bronnen van de Saône liggen maar een paar kilometer bij de bronnen van de Maas vandaan. De Saône stroomt via de Rhône naar het zuiden. Aan de oostkant ligt de waterscheiding met de Rijn: daar grenst de Maas aan het Moezelgebied. Ook ontspringt hier de Aube. 